# MBot
MBot je edukativno nastavno sredstvo za učenje programiranja za mladji uzrast. Rad sa mBot robotom inspirisan je Scratch programom.

## Mogucnosti  mBota
mBot - je edukativni robot za početnike u programiranju. mBot se moze programirati da baca lopticu, prati liniju, izbegava zidove i prepreke itd.Nakon sastavljanja robota on je već isprogramiran za igranje.Na prednjem delu robota nalaze se 2 fotosenzora koja prate liniju tj.razlikuju belu i crnu boju.

## Pokretanje mBota i instalacija mBlock
Pre programiranja robota na svom računaru bi trebalo da instaliramo program mBlock a nakon toga povezujemo mBot robot sa računarom putem USB kabla.